# لی اوانز (کمدین)
لی اوانز (انگلیسی: Lee Evans زاده ۲۵ فوریه ۱۹۶۴) بازیگر و استندآپ کمدین انگلیسی است
از فیلم‌های او می‌توان به مدالیون (۲۰۰۳)، شیفته زن‌ها (۲۰۰۰)، شکار موش (۱۹۹۷)، عنصر پنجم (۱۹۹۷)، یه چیزی راجع به مری هست (۱۹۹۸) اشاره کرد.